# Only Hope
Only Hope è un brano musicale scritto da Jon Foreman e pubblicato nel 1999 dal gruppo musicale statunitense Switchfoot nel loro secondo album in studio New Way to Be Human.

## Cover
Il brano è stato inciso dalla cantante e attrice statunitense Mandy Moore nel 2001 e pubblicato nel 2002, con gli arrangiamenti e la produzione di Mervyn Warren. Questa versione è stata inclusa nella colonna sonora del film I passi dell'amore - A Walk to Remember (A Walk to Remember), uscito nel 2002, diretto da Adam Shankman e interpretato dalla stessa Mandy Moore con Shane West. Il brano è inoltre presente nella compilation The Best of Mandy Moore.